# Cajón desastre
Cajón desastre fue un programa español de televisión destinado al público infantil, que emitió Televisión española entre 1988 y 1991, con presentación de Miriam Díaz-Aroca. Sustituyó en el mismo horario a La bola de cristal.

## Formato
El espacio, emitido en la mañana de los sábados, bajo el formato de magazine, incluía juegos, canciones y reportajes para los más pequeños de la casa.
El programa se componía de tres partes diferenciadas, atendiendo a distintos grupos de edad. De 9 a 11, iba destinado a los más pequeños y se insertaban las series de dibujos animados. De 11 a 12, el grupo objetivo son los niños de hasta 14 de años y se incluyen juegos y concursos como Sobre ruedas (pruebas de habilidad sobre patines) o Ilustración (de dibujo). Finalmente, la última franja va destinada a adolescentes hasta 17 años y se centra en música (sección copresentada por Bernardo Vázquez, cantante de la banda The Refrescos), cómics, documentales y expresión artística.
Entre las secciones destaca la telecomedia Pase sin llamar, que narraba la vida cotidiana de una familia formada por tres hijos y estaba protagonizada por Ángel de Andrés López, Marta Fernández Muro, Iñaki Miramón, Aitor Merino, Raquel López, Lucas Martín y Laura Cepeda. Edta serie, durante la emisión de los sábados, se emitía en formato sketchs diseminados a lo largo de la tercera sección.
Son también destacables las actuaciones del dúo humorístico Faemino y Cansado.
Finalmente, intercalaba dos series de ficción: una infantil en la primera sección, como El mago de Oz, y otra para adolescentes en la tercera sección, como Teen Wolf o el estreno de Colegio Degrassi, rebautizada posteriormente como Compañeros de clase. Otras series fueron la producción norteamericana ALF y la serie de dibujos El Conde Duckula, que tuvieron su estreno en España, precisamente en este programa.
Desde abril de 1990 pasó a emitirse de lunes a jueves en horario vespertino, desde las 18.30 hasta las 19.30.
Sin embargo, con este cambio de horario también hubo cambios en la estructuración del programa:
Solamente la mitad de este horario se destinaba a producción propia, pues todos los días se reservaba la media hora central del programa para la emisión de una serie diferente cada día de la semana, dejando los jueves para la emisión de Pase sin llamar, que dejó de emitirse en sketchs espaciados a lo largo del programa, como se hacía los sábados, para pasar a emitirse en formato sit-com, como si de una serie independiente se tratase.
Además, en este nuevo horario se eliminaron los contenidos destinados a los niños preescolares, pues esa franja de emisión ya estaba ocupada por los espacios Los mundos de Yupi o El duende del globo, dejando a Cajón Desastre en un programa con contenidos para niños de entre 10 y 14 años antes de la emisión de la serie y hasta 17 años después de la emisión de la misma.
Meses más tarde, la duración del programa se redujo en diez minutos, eliminando más contenidos de producción propia del programa, que en este momento ya había dejado de tener aquella riqueza y variedad de contenidos y aquella personalidad propia de la versión de los sábados.

## Premios
- TP de Oro (1988): Mejor Programa Infantil
- TP de Oro (1989): Mejor Programa Infantil
- TP de Oro (1990): Miriam Díaz Aroca nominada como mejor presentadora.